# آدم تيري
آدم تيري (بالإنجليزية: Adam Terry)‏ هو لاعب كرة قدم أمريكية أمريكي، ولد في 1 سبتمبر 1982 في Queensbury, New York ‏ في الولايات المتحدة.

## وصلات خارجية
- آدم تيري على موقع مرجع كرة القدم المحترفة.كوم (الإنجليزية)